# Shivamogga
Shivamogga (fram till 1 november 2014 Shimoga, kannada: ಶಿವಮೊಗ್ಗ) är en stad i den indiska delstaten Karnataka och är centralort i ett distrikt med samma namn. Folkmängden beräknades till cirka 360 000 invånare 2018.